# Ottarps landskommun
Ottarps landskommun var en tidigare kommun i dåvarande Malmöhus län. 

## Administrativ historik
Kommunen bildades i Ottarps socken i Luggude härad i Skåne när 1862 års kommunalförordningar trädde i kraft. 
Vid kommunreformen 1952 uppgick kommunen i Vallåkra landskommun som 1971 uppgick i Helsingborgs kommun.

## Politik

### Mandatfördelning i valen 1935-1946
| 6 | 14 |

| 20 |

| 8 | 2 | 10 |

| 20 |

| 8 | 2 | 10 |

| 19 |

| 7 | 2 | 11 |

| 19 |